# Oglindă, oglinjoară (Star Trek: Seria originală)
Mirror, Mirror este un episod din sezonul al II-lea al Star Trek: Seria originală care a avut premiera la 6 octombrie 1967. Este primul episod Star Trek în care apare conceptul de Univers oglindă.

## Prezentare
Un accident al teleportorului îi trimite pe căpitanul Kirk și pe însoțitorii săi într-un univers paralel, unde Enterprise servește unui imperiu barbar, și nu Federației. Acest episod a dat naștere mai multor linii narative în Deep Space Nine și Enterprise.